# Gravity
„Gravity“ je píseň britské popové zpěvačky-skladatelky Pixie Lott z jejího debutového studiového alba Turn It Up (2009). Píseň napsali společně Ina Wroldsenová, Jonas Jeberg, Cutfather a Lucas Secon, produkce se ujali producenti Jonas Jeberg a Cutfather. Umístila se na 19. místě v skotské, 20. místě v anglické a 42. místě v irské hitparádě.